# 사회문화적 체계
사회문화적 시스템 (sociocultural system)은  생태학적 맥락에서 그리고 더 큰 생태계에 속한 많은 하위 시스템 중 하나로 간주되는 인간 개체구이다.

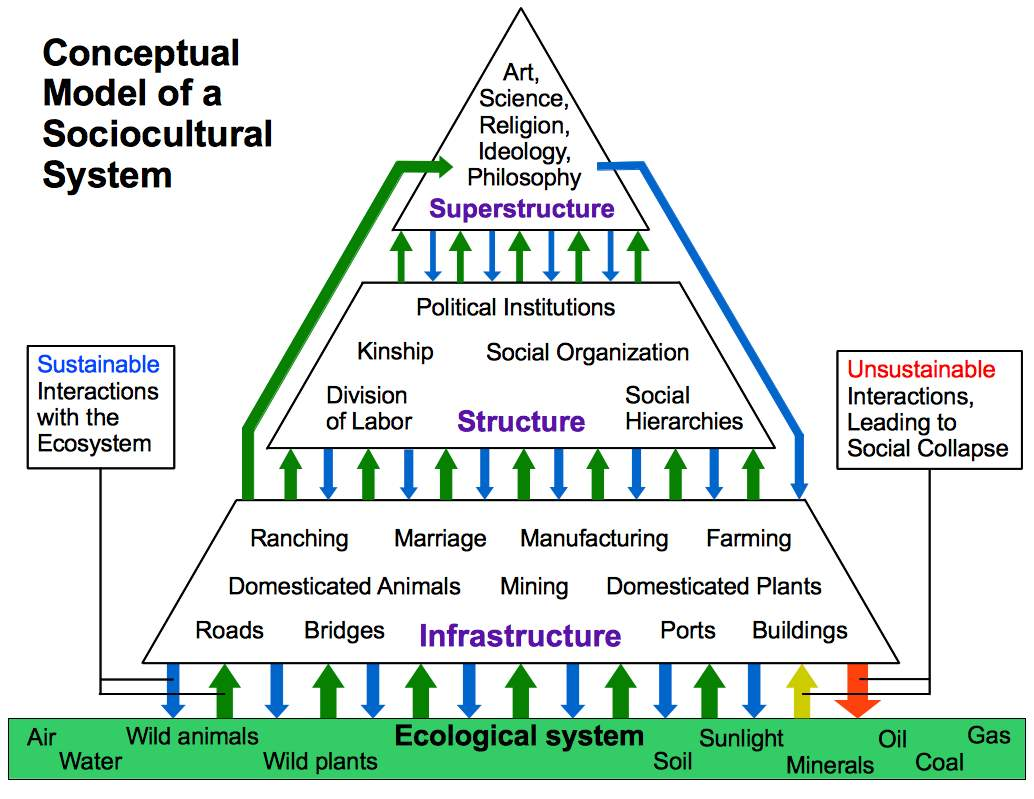
사회문화적 체계의 개념적 모델.

사회문화 시스템이라는 용어는 사회, 문화 및 체계의 세 가지 개념을 포함합니다. 사회는 같은 종의 상호 의존적인 유기체이다. 문화는 사회 구성원들이 공유하는 학습된 행동과 그러한 행동의 물질적 산물이다. 사회와 문화라는 단어가 결합되어 사회문화적이라는 단어를 형성한다. 시스템은 전체로서 기능하기 위해 서로 상호작용하는 부분들의 모음이다. 사회문화적 체계라는 용어는 생태인류학을 전문으로 하는 인류학자들의 작품속에서 가장 흔히 볼 수 있다.

1979년 마빈 해리스는 사회문화적 체계의 보편적인 구조를 설명했다. 그는 인프라 (생산 및 인구), 구조(기업, 정치 조직, 계층, 계급과 같은 행동적) 및 상부 구조 (신념, 가치, 규범과 같은 정신적)를 언급했다.

## 같이 보기
- 콘래드 코탁
- 문화 시스템
- 로이 라파포트
- 사회적 붕괴
- 지속 가능성
- 시스템 이론
- 시스템 사고
- 시대 정신
- 문화 유물주의